# Val Zemola
La Val Zemola è una piccola valle alpina, in provincia di Pordenone (Friuli), che si sviluppa in direzione N-S per una lunghezza di circa 5 km, interamente contenuta nel gruppo montuoso Duranno-Preti, facente parte delle Dolomiti friulane (a loro volta comprese nelle Prealpi Carniche).

## Descrizione
Nasce poco a sud della vetta del monte Duranno, e lungo i fianchi est e ovest è delimitata da due dorsali di avancorpi montuosi che si dipartono proprio da tale vetta parallelamente fra loro. Il torrente che la percorre raccoglie le acque di innumerevoli rivoli per poi sfociare a Sud nella valle del Vajont, nei pressi di Erto e Casso, dove si immette nell'omonimo corso d'acqua prima di alimentare il lago del Vajont, per proseguire affluendo nel fiume Piave e quindi nel Mare Adriatico.
Ospita l'omonimo torrente Zemola ed ha come limite inferiore uno stretto canyon delimitato dalle pareti dei monti Borgà e Porgeit che la separa dalla val Vajont; è poi racchiusa in senso orario fra i monti Borgà, monte La Palazza, monte Zita, cima Pagnac, la spalla del Duranno, il monte Duranno che con i suoi 2652 metri d'altezza è fra queste la cima più alta, la dorsale delle Cime Centenere, la cima Fortezza e il monte Porgeit.
Situata a Nord del paese di Erto, questa valle al di sopra dei 1200 metri d'altitudine è totalmente priva di centri abitati; è però puntellata da casere e rifugi collegati da vari sentieri, i più frequentati dei quali sono quelli manutenuti dal CAI che formano il cosiddetto "anello delle casere". Le strutture più note sono il ricovero Casera Bedin di sopra, il ricovero Casera Galvana, Il Rifugio Cava Buscada e il Rifugio Maniago dal quale escursionisti e rocciatori partono per le ascensioni nei monti circostanti.
La sua parte finale è attrezzata con ancoraggi fissi atti alla pratica del torrentismo: il numero delle calate attrezzate è 16, la più alta delle quali misura 18 metri. Durante la discesa si percorrono alcuni ambienti particolarmente belli e caratteristici, il più famoso dei quali è la pozza rotante, in cui l'acqua ruota in senso antiorario e, con portate adeguate, permette ai canyonisti una divertente divagazione sul tema.

## Galleria d'immagini

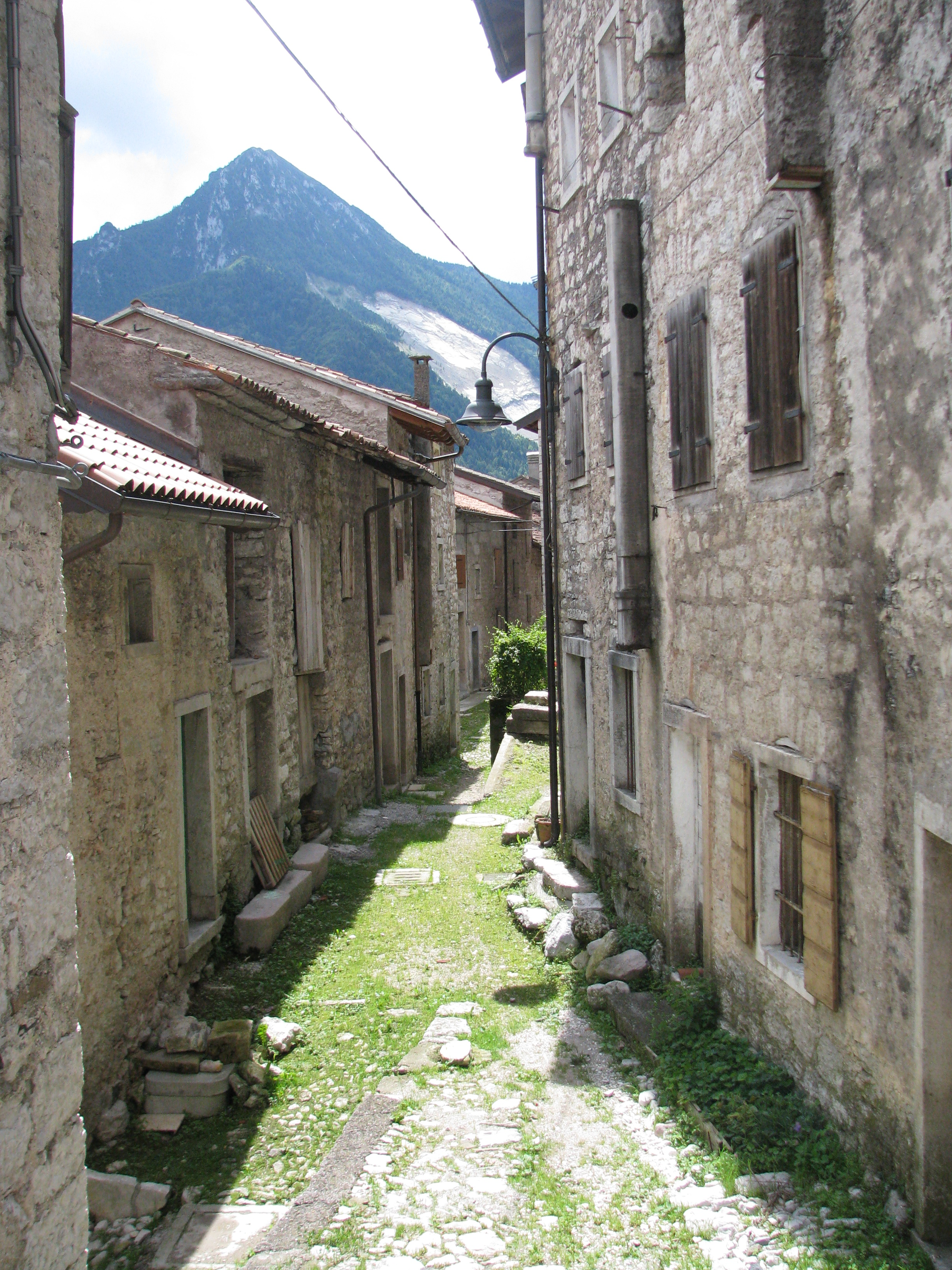
Erto e Casso
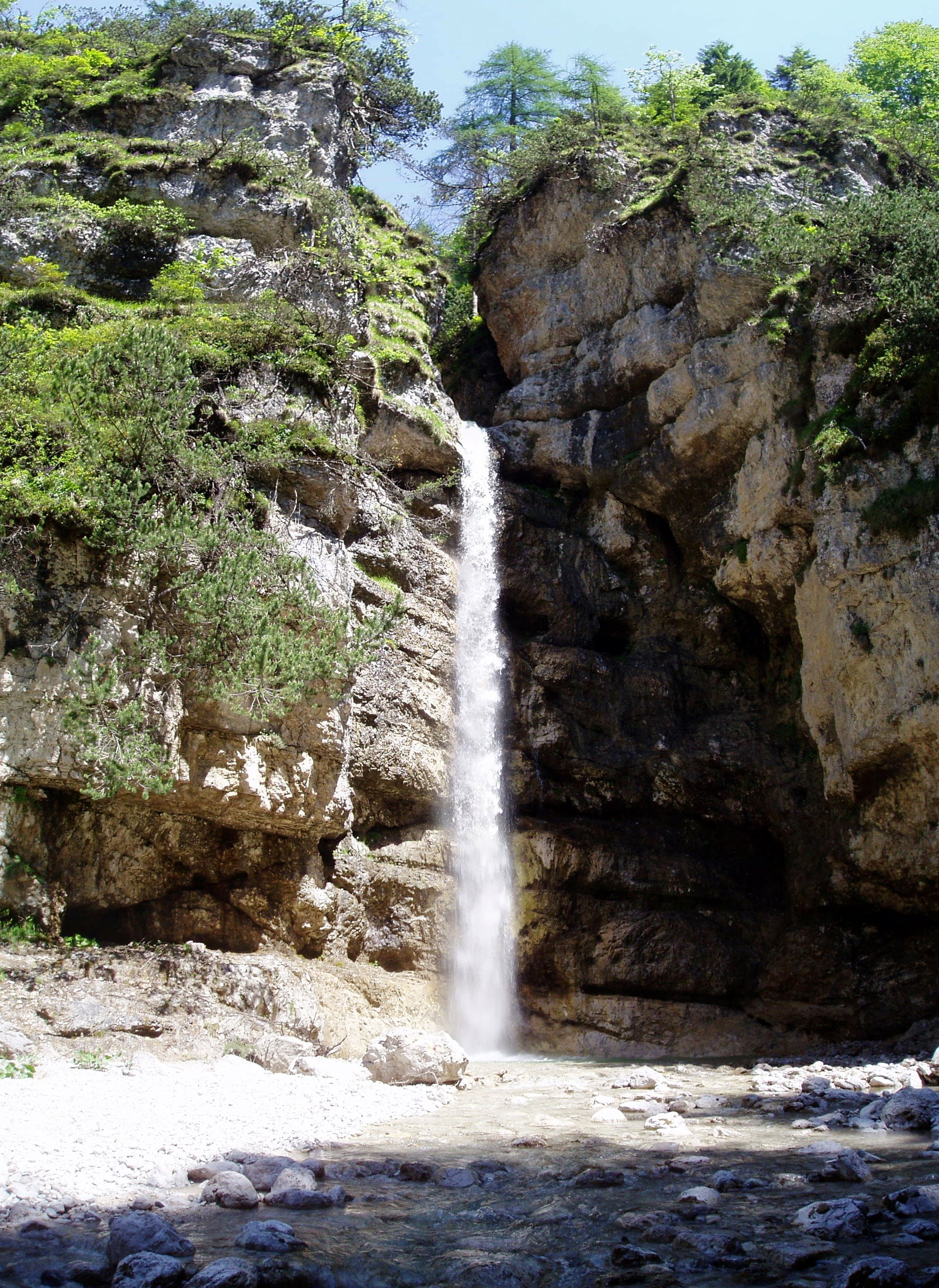
Cascata del Pissàndol
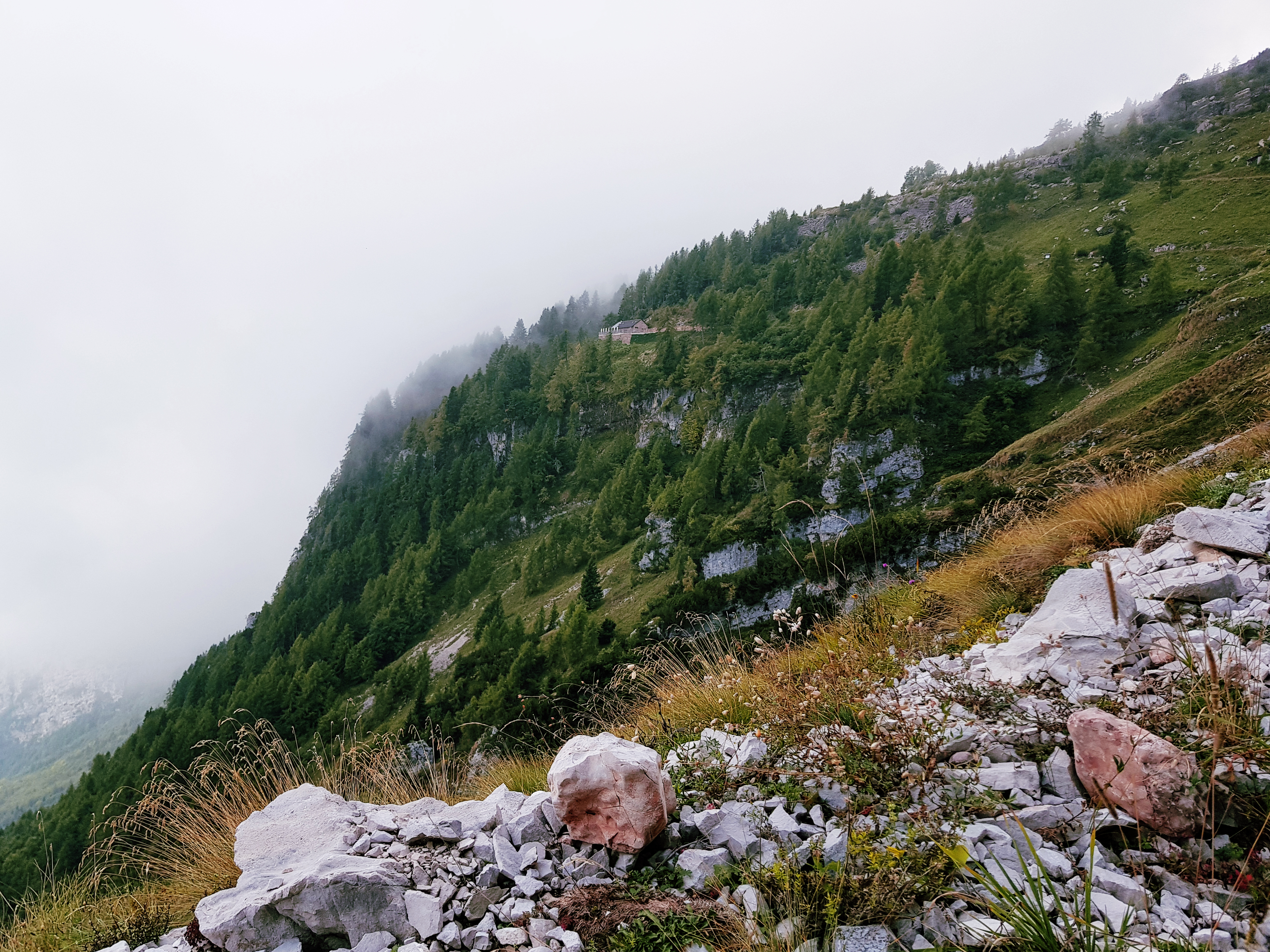
Vista sulla valle con il Rifugio Cava Buscada al centro
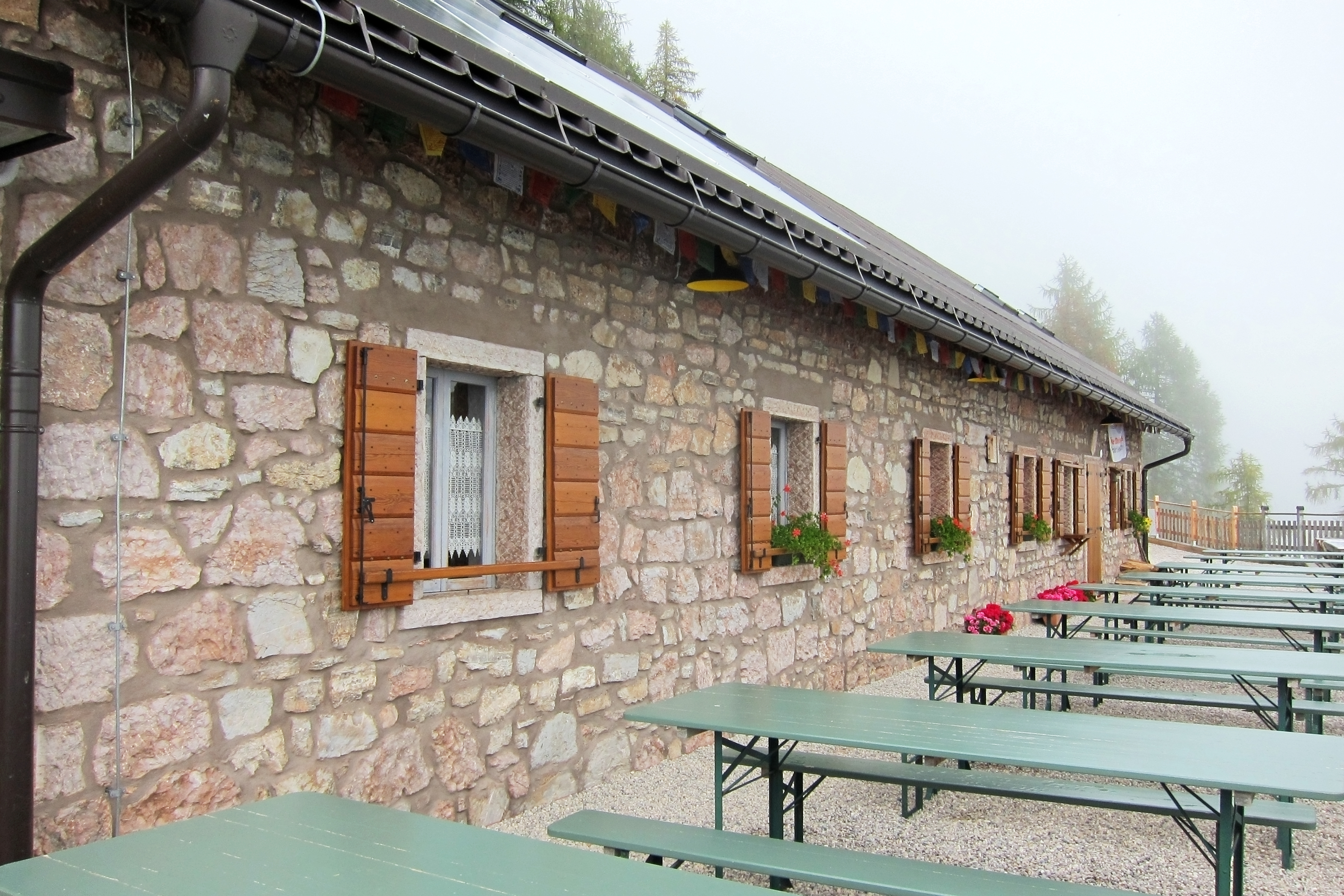
La terrazza del Rifugio Cava Buscada